# Lakritspipa

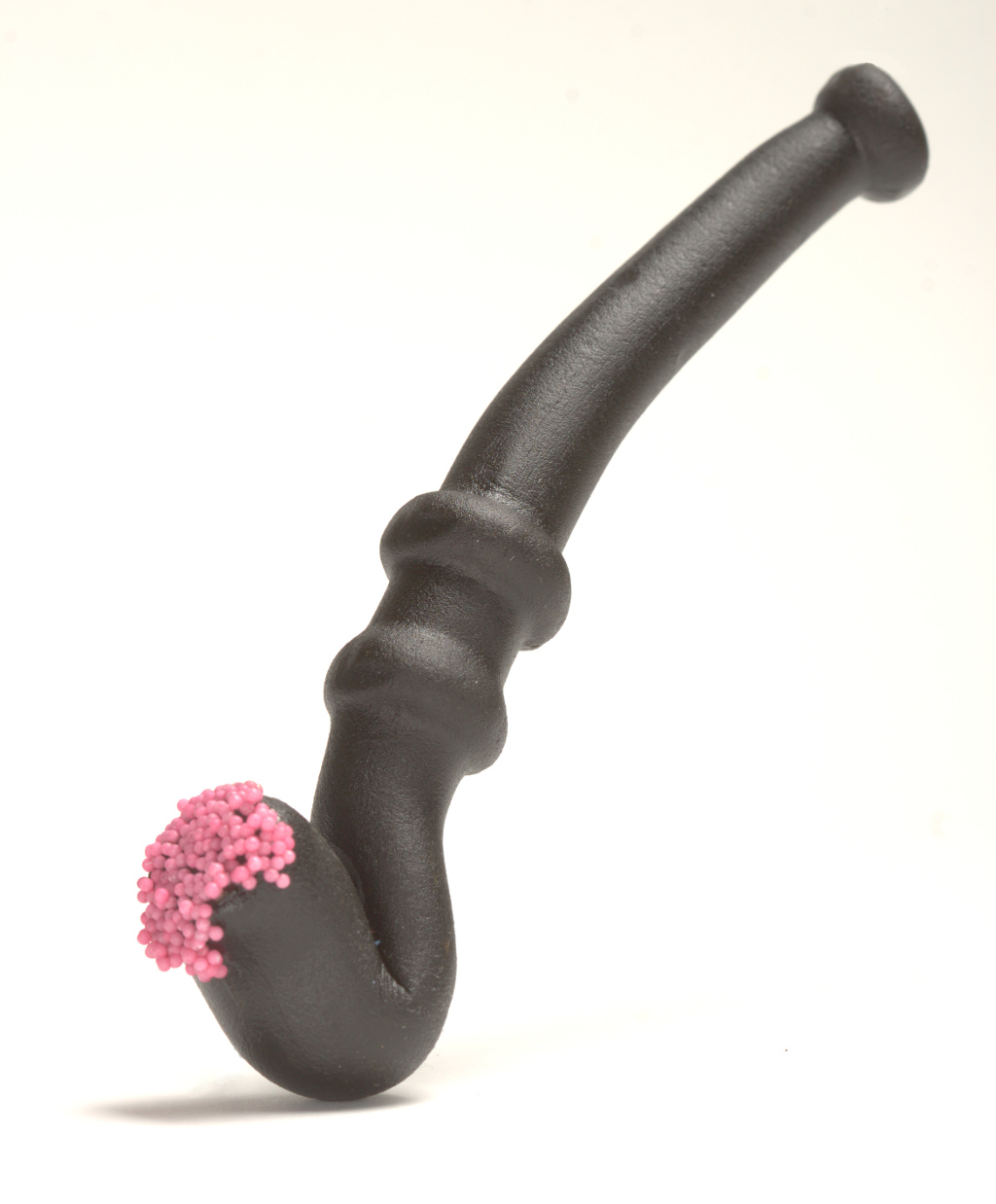
Lakritspipa, här i originalversion med rosa strössel.

Lakritspipa (Skipper's Pipes) är ett lakritsgodis som utformats som en pipa, med rosa glöd av strössel. Originalversionen innehåller sötlakrits, men lakritspipan finns även med smak av havssalt och har då gult strössel (Skipper's Pipes Seasalt). Lakritspipan väger cirka 16 gram.
I EU:s ministerråds slutliga rådsrekommendation finns en skrivning om att medlemsstaterna rekommenderas att anta lagar och andra författningar för att förbjuda godis och leksaker som liknar en tobaksvara och där det finns ett uppenbart syfte att marknadsföra tobaksvaran. Eftersom pipa inte är en tobaksvara omfattas inte lakritspipor av denna rekommendation.